# 8252 Elkins-Tanton
8252 Elkins-Tanton eller 1981 EY14 är en asteroid i huvudbältet som upptäcktes den 1 mars 1981 av den amerikanska astronomen Schelte J. Bus vid Siding Spring-observatoriet. Den är uppkallad efter Linda T. Elkins-Tanton.